# Полімерна інгібована промивальна рідина
Полімерна інгібована промивальна рідина другого покоління (ПІБР-2) — полімерна інгібована промивальна рідина призначена для буріння потенційно нестійких теригенних відкладів нижнього карбону ДДЗ, буріння похилих свердловин, бічних і горизонтальних стовбурів.
ПІБР-2 забезпечує високу якість розкриття продуктивних горизонтів (коефіцієнт відновлення проникності колекторів знаходиться на рівні, що забезпечується застосуванням традиційного хлоркалієвого розчину). Відмінністю промивальної системи ПІБР-2 є використання у якості основного реагента-стабалізатора акрилового полімеру «AbramiX®», що у комбінуванні із хлоридом калію забезпечує найбільший ефект щодо інгібування.

## Історична довідка
У 60 — 70-х роках ХХ ст. американськими дослідниками була виявлена негативна роль лігносульфатних реагентів-диспергаторів у системах інгібованих розчинів. Це відкриття стало імпульсом для розробки інгібованих промивальних систем, стабілізованих високомолекулярними полімерними реагентами. В Україні перша подібна система ПІБР була розроблена в Полтавському відділенні УкрДГРІ на початку 80-х років. Основою системи ПІБР був синтезований аклілонітрильно-лігносульфонатний сополімер — Аніліс. ПІБР широко застосовували на родовищах Міністерства геології УРСР до періоду розпаду СРСР, коли зупинилось постачання сировини для виробництва реагенту Аніліс. Система ПІБР вперше довела можливість і доцільність застосування акрилових реагентів у системах інгібованих промивальних рідин.

## Склад промивальної рідини
Склад промивальної рідини:
«AbramiX®»: 2 — 3 % (на сухий продукт);
КМЦ (ПАЦ): 0,1 — 0,2 %;
KCl: 3 — 5 % (за необхідності концентрація хлориду калію може бути збільшена до 10 %);
розріджувачі: РПС — 0,1 — 0,5 % у поєднанні із ВЛР чи лігносульфонатами — 0,3 — 0,5 %;
кальцинована сода: до 0,5 % (періодично, при надходженні полівалентних іонів);
графіт: до 1 % (перед спуском обсадної колони);
обважнювачі (барит, гематит, крейда, мелений вапняк): залежно від необхідної густини;
суспензія вибурених порід чи бентоніту — інше.
Параметри промивальної рідини:
густина: 1160—2300 кг/м3;
в'язкість: 50 — 120 сек;
СНЗ: 40/60 — 80/120 дПа;
фільтрація: 6 — 8 см3/30 хв;
вибійна фільтрація при пластовій температурі і перепаді тиску 5 МПа: 18 — 22 см3/30 хв;
рівень рН: 10 — 11.

## Переваги і недоліки
Переваги. Повне виключення лігносульфонатного реагенту КССБ дозволило збільшити інгібуючі властивості промивальної рідини за рахунок послаблення процесів диспергування і гідратації.
Спільна інгібуюча дія реагенту «AbramiX®» і хлориду калію призводить до потужного зміцнюючого впливу на стінки свердловини, який без ризику ускладнень дозволяє більш ніж удвічі зменшити вміст хлориду калію в системі. Згідно з лабораторними даними ПІБР-2, що містить 1,8 — 2 % KCl, має такий самий інгібуючий вплив, як і хлоркалієвий розчин на основі КССБ, із вмістом 3,5 — 5 % хлориду калію.
Зниження вмісту хлориду калію дає можливість заощаджувати реагенти-стабілізатори і полегшує інтерпретацію геофізичних матеріалів.
Термостійкість ПІБР-2 перевищує межі 170—180 оС. Особливістю даної системи є низький рівень фільтрації при вибійних температурах. Це виключає необхідність застосування спеціальних термостабілізуючих домішок.
ПІБР-2 характеризується високими мастильними властивостями. КТК системи, без застосування додаткових мастильних домішок, не перевищує 0,15 — 0,18. Це дозволяє відмовитись від застосування екологічно небезпечних мастил, зокрема нафти.
Недоліки. Внаслідок збільшення концентрації полівалентних іонів у фільтраті промивальної рідини на понад 0,1 % внаслідок водопроявлень або розбурювання цементу, можливе підвищення фільтраційних та реологічних властивостей. У таких випадках слід провести обробку промивальної рідини кальцинованою содою, після чого, за необхідності, ввести розріджувач, а вже потім — реагент-стабілізатор.
Побічним ефектом від застосування реагенту «AbramiX®» є можливе підвищення реологічних і структурно-механічних параметрів промивальної рідини. Цей ефект особливо проявляється у процесі первинної обробки, а також внаслідок забруднення промивальної рідини шламом вибуреної породи. У таких випадках слід знизити вміст твердої фази шляхом очищення розчину або його розбавлення, і обробити розчин розріджувачем.